# Dobrá Voda u Českých Budějovic
Dobrá Voda u Českých Budějovic (deutsch Gutwasser) ist eine Gemeinde mit 2634 Einwohnern (1. Januar 2016) in Tschechien. Sie liegt vier Kilometer südöstlich des Stadtzentrums von Budweis (České Budějovice).

## Geschichte
In dem Tal oberhalb von Budweis waren in der ersten Hälfte des 16. Jahrhunderts mehrere Bergwerke in Betrieb, die zum Rudolfstadter Bergrevier gehörten. Sie lagen unterhalb des heutigen Dorfes in Richtung Dürrnfellern (Suché Vrbné). In den hier aufzufindenden Quarzgängen wurde hauptsächlich Arsenopyrit, Pyrit und Silber abgebaut. Es wurden auch Lettenschichten mit Toneisenstein abgebaut und Goldwäschen betrieben. Durch den Dreißigjährigen Krieg wurde die Blütezeit des Bergbaus beendet.
1618 fand in Budweis die Hochzeit des späteren Bürgermeisters Johann Karmensky von Ebenfeld mit der Witwe Dorothea Pankl statt. Die Braut war zuvor durch das Wasser einer Heilquelle, zu der ihr eine Erscheinung der Jungfrau Maria den Weg gewiesen hatte, von einer Krankheit geheilt worden.
An dieser Quelle wurde mit dem Segen des Prager Erzbischofs Ernst Adalbert von Harrach 1630 eine Kapelle errichtet, für die die Stadt Budweis den Grund und Boden zur Verfügung stellte. 1632 wurde die der Schmerzhaften Jungfrau Maria gewidmete Kirche durch den Prager Bischof Simon von Hornstein geweiht, und das Patronat hatte die Stadt Budweis inne. Gegenüber ließ der Budweiser Rat vom Baumeister eine weitere Kapelle errichten und Gutwasser wurde zu einem Marienwallfahrtsort.
Die Kirche erwies sich bald als zu klein. Deshalb schlug der Dekan Schwantle 1718 der Stadt die Errichtung einer neuen Kirche vor. Die Stadt verfolgte in Gutwasser zunächst eigene Pläne und ließ zwischen 1719 und 1720 das Badehaus an der Quelle erweitern und in seiner Nachbarschaft ein Wirtshaus erbauen.
Kaiser Karl VI. und seine Frau Elisabeth Christine besuchten 1732 Budweis. Der Rat nutzte die Gelegenheit, um dem Kaiser das Projekt vorzustellen, der es begrüßte.
1733 bewilligte das Prager Konsistorium 10.000 Gulden aus dem Besitzgut der alten Kirche für den Neubau. Mit der Durchführung wurde der Hofarchitekt Kilian Ignaz Dientzenhofer, der auch schon die Pläne erstellt hatte, und sein Mitarbeiter Anselmo Lurago beauftragt. Die Steinmetzarbeiten wurden von Zacharias Horn und Jakub Slavík durchgeführt. Die Altarfiguren und -schmuck stammen vom Passauer Künstler Giovanni Battista de Allio, die drei großen Statuen aus Muschelkalk vom Budweiser Bildhauer Josef Dietrich und die Fresken schuf Wenzel Lorenz Reiner. Am 18. Oktober 1739 erfolgte die Weihe der neuen Kirche der Schmerzhaften Jungfrau Maria durch den Budweiser Dekan Johann Qualbert Bormann. Im 18. und 19. Jahrhundert erfuhr die Kirche Ausbesserungen und Umgestaltungen. 1995 wurden die Fresken restauriert.
Die alte Kirche wurde 1770 zur Kapelle des Hl. Linhart geweiht. Nachdem die Kapelle nicht mehr benötigt wurde, wurde sie 1809 verkauft und zu einem Wohnhaus umgestaltet.
In den Jahren 1770 bis 1808 lebte der Bergbau wieder auf. Der Bezirkskommissar Graf Berchtold investierte in die Bergwerke St. Barbara und St. Sebastian, der Leopoldschacht wurde aufgeteuft und ein neuer tiefer Stolln, der St.-Moritz-Stolln, vorgetrieben. Der Hauptgewerke der Gruben St. Wenzel und St. Anna, Anton Buttner, ließ ebenfalls einen neuen Stollen, den St.-Andreas-Stollen anlegen. Als Hauptproblem erwies sich die Zuführung von Aufschlagwasser. 1784 erfolgte die Verlegung des Bergamtes Rudolfstadt nach Gutwasser. 1809 erfolgte die Stilllegung aller Gruben, da sie trotz erheblicher Zuschüsse die Erwartungen nicht erfüllten.
Zwischen 1837 und 1839 wurde zur Wallfahrtskirche ein Kreuzweg angelegt, für deren Kapellen 1996 die Kunstmalerin Renata Štolbová moderne Darstellungen schuf.
Seit der Ablösung der Grundherrschaften im Jahre 1850 bildete Gutwasser eine Gemeinde, zu der noch die Ortschaften Bucharten (Pohůrka) und Dürrnfellern (Suché Vrbné) gehörten und schloss sich zeitweise mit Lodus (Mladé) zusammen.
Gutwasser war Pfarrort für Dürrnfellern, Bucharten, Strups, Trebotowitz (Třebotovice), Kalischt (Kaliště) und Hlinz (Hlinsko).
Kurz vor der Jahrhundertwende ließ der Bergingenieur W. E. Miksch den Bergbau wieder aufleben. Am alten Friedhof ließ er 1893 den St.-Anna-Schacht anlegen. Im Jahre 1914 stellte das letzte Bergwerk den Betrieb ein.
Die Wallfahrten und seine Bedeutung als Kurort machten Gutwasser zu Beginn des 20. Jahrhunderts bekannt.
Heute ist die Gemeinde ein Vorort von České Budějovice, dessen Stadtgrenze inzwischen bis an den Ort reicht.

## Ortsteile
Für die Gemeinde sind keine Ortsteile ausgewiesen.

## Bevölkerungsentwicklung
| Jahr      | 1869 | 1880 | 1890 | 1900 | 1910 | 1921 | 1930 | 1950 | 1961 | 1970 | 1980 | 1991 | 2001 | 2011 | 2021 |
| --------- | ---- | ---- | ---- | ---- | ---- | ---- | ---- | ---- | ---- | ---- | ---- | ---- | ---- | ---- | ---- |
| Einwohner | 249  | 277  | 327  | 329  | 661  | 735  | 984  | 908  | 1056 | 1519 | 2252 | 2251 | 2373 | 2649 | 2800 |

## Sehenswürdigkeiten
- Wallfahrtskirche der Schmerzhaften Jungfrau Maria
- Kreuzweg
- Alte Bergwerksanlagen, Stollen, Schächte und Pingen